# Kabinett Zapatero I
Das Kabinett Zapatero I war die spanische Regierung in der Zeit vom 17. April 2004 bis zum 12. April 2008. Fast alle Mitglieder des Kabinetts gehörten der PSOE (Spanische Sozialistische Arbeiterpartei) beziehungsweise im Fall von José Montilla, Joan Clos und Carme Chacón deren katalanischer Schwesterpartei PSC (Partei der Sozialisten Kataloniens) an. Nur José Antonio Alonso und María Teresa Fernández de la Vega waren parteilos.
Die PSOE erhielt bei den Parlamentswahlen am 14. März 2004 164 der 350 Sitze im Abgeordnetenhaus, die konservative Volkspartei (PP) 148. Die übrigen 38 Sitze entfielen auf Abgeordnete von neun Kleinparteien. José Luis Rodríguez Zapatero bildete eine Minderheitsregierung. 
Das Kabinett Zapatero I regierte über die gesamte vierjährige Legislaturperiode. Es war die achte Regierung seit Beginn der Transition in Spanien.
Bei den Parlamentswahlen am 9. März 2008 erhielt die PSOE 1,26 Prozentpunkte mehr als 2004. José Luis Zapatero bildete anschließend das Kabinett Zapatero II.

## Minister
| Amt                                                          | Name                                                                           |
| ------------------------------------------------------------ | ------------------------------------------------------------------------------ |
| Ministerpräsident                                            | - José Luis Rodríguez Zapatero                                                 |
| Erste Vizepräsidentin der Regierung und Regierungssprecherin | - María Teresa Fernández de la Vega Sanz                                       |
| Zweiter Vizepräsident der Regierung                          | - Pedro Solbes Mira                                                            |
| Äußeres und Entwicklungszusammenarbeit                       | - Miguel Ángel Moratinos Cuyaubé                                               |
| Justiz                                                       | - Juan Fernando López Aguilar (bis 2007) - Mariano Fernández Bermejo (ab 2007) |
| Verteidigung                                                 | - José Bono Martínez (bis 2006) - José Antonio Alonso Suárez (ab 2006)         |
| Wirtschaft und Finanzen                                      | - Pedro Solbes Mira                                                            |
| Inneres                                                      | - José Antonio Alonso Suárez (bis 2006) - Alfredo Pérez Rubalcaba (ab 2006)    |
| Bau und Verkehr                                              | - Magdalena Álvarez Arza                                                       |
| Bildung und Forschung                                        | - María Jesús San Segundo (bis 2006) - Mercedes Cabrera Calvo-Sotelo (ab 2006) |
| Arbeit und Soziales                                          | - Jesús Caldera Sánchez-Capitán                                                |
| Tourismus und Handel                                         | - José Montilla Aguilera (bis 2006) - Joan Clos i Matheu (ab 2006)             |
| Landwirtschaft, Fischerei und Ernährung                      | - María Elena Espinosa Mangana                                                 |
| Ministerin des Präsidiums (Kabinettsministerin)              | - María Teresa Fernández de la Vega Sanz                                       |
| Öffentliche Verwaltung                                       | - Jordi Sevilla Segura (bis 2007) - Elena Salgado (ab 2007)                    |
| Kultur                                                       | - Carmen Calvo Poyato (bis 2007) - César Antonio Molina (ab 2007)              |
| Gesundheit und Konsum                                        | - Elena Salgado (bis 2007) - Bernat Soria (ab 2007)                            |
| Umwelt                                                       | - Cristina Narbona Ruiz                                                        |
| Wohnungsbau                                                  | - María Antonia Trujillo Rincón (bis 2007) - Carme Chacón (ab 2007)            |

Bei der Verteilung der Ministerien erfüllte Zapatero das Wahlversprechen, ein nach Männern und Frauen paritätisches Kabinett zu bilden.
Seit der Umbildung von Juli 2007 gab es zwei Männer mehr im Kabinett.

## Veränderungen
Am 7. April 2006 kündigte Zapatero den Rücktritt des Verteidigungsministers José Bono Martínez aus familiären Gründen an. José Antonio Alonso, bis dahin Innenminister, übernahm das Verteidigungsministerium; an seine Stelle trat Alfredo Pérez Rubalcaba, der zuvor Fraktionschef der Sozialisten in der Abgeordnetenkammer gewesen war. Ferner wurde María Jesús San Segundo (Bildungsministerium) von Mercedes Cabrera Calvo Sotelo abgelöst.
Am 8. September 2006 verließ José Montilla das Industrieministerium, um für die Präsidentschaft in der Autonomen Region Katalonien zu kandidieren. An seine Stelle trat Joan Clos, zuvor Bürgermeister von Barcelona.
Im Februar 2007 trat Justizminister Juan Fernando López Aguilar zurück, um als Kandidat der PSOE für die Präsidentschaft der Kanarischen Inseln zu kandidieren; ihm folgte Mariano Fernández Bermejo.
Im Juli 2007 übernahm der Wissenschaftler Bernat Soria das Gesundheitsministerium von Elena Salgado, die stattdessen in das Ressort für Öffentliche Verwaltung wechselte. Carme Chacón wurde zur Wohnungsbauministerin ernannt, César Antonio Molina zum Kulturminister.